# Méditation sur la Passion
La Méditation sur la Passion (en italien, Meditazione sulla passione) est une peinture réalisée vers 1500-1510 a tempera et à l'huile sur panneau de bois de 70,5 × 87 cm par le peintre vénitien Vittore Carpaccio et conservée au Metropolitan Museum of Art de New York.

## Histoire
Les circonstances de la commande et l'emplacement d'origine de l'œuvre sont inconnues. La datation est incertaine et se situe au début du XVIe siècle, sans doute entre 1500 et 1510.
L'œuvre est mentionnée pour la première fois en 1623 dans la collection Roberto Canonici à Ferrare, comme étant une œuvre d'Andrea Mantegna appuyée par une signature apocryphe sur le cartellino en bas à droite, superposée à celle de Carpaccio : en effet, dans l'infrarouge il est possible de lire « Vjctorjs Carpattjj / venettj opus ». Le tableau a été retrouvé avec le Christ mort, également de Carpaccio, avec lequel il a de nombreux points communs.

## Description et style
Il s'agit d'une méditation sur la mort et la résurrection. Le cadavre de Jésus est assis sur un trône en ruine comportant des inscriptions hébraïques, entre les saints, avec leurs attributs conformes à l'iconographie chrétienne : Jérôme à gauche, au désert devant sa grotte, avec son écritoire et la figure du lion, et, à droite  Job, à moitié nu avec un ulcère sur le ventre. Un oiseau, symbole de l’âme, vole vers le haut.
Il y a des références à Andrea Mantegna, Antonello de Messine et aux peintres de l'école ferraraise. 
La forme et la pose du Christ mort rappellent les œuvres de Giovanni Bellini, comme la Pietà de la Pinacothèque de Brera, où ne manquent pas les accents graphiques et les tons pathétiques empruntés à l'exemple de Rogier van der Weyden. Jésus, assis, est flanqué des deux ermites dans une position presque symétrique. Les écrits en caractères déformés reprennent un passage du Livre de Job, dont certains mots sont reconnaissables : « avec une larme », « Israël », « couronne ». L'inscription continue sur le bloc de pierre à droite avec les mots « Israël », « [Je sais] que mon Rédempteur vit » (Job 19:25). C'est une référence claire à la certitude de la Résurrection, sur laquelle les deux saints semblent méditer aux côtés du cadavre de Jésus.
Les allusions aux préfigurations bibliques et à la vanité des choses humaines sont nombreuses, comme le crâne et d'autres ossements ou le marbre ébréché. Le sujet a peut-être été suggéré par les Sermones de saint Laurent Justinien, par les Dialoghi sull'amore di Dio du bienheureux Paolo Giustiniani ou par Les Triomphes de Pétrarque.
Le paysage est dominé par les escarpements rocheux d'un paysage désertique à gauche et par une vue plus douce de la campagne à droite avec les activités humaines, travaux des champs et villes. S'y remarque plusieurs cervidés chassés par des léopards.